# Eryk Williamson
Eryk Tyrek Williamson (Alexandria, Virginia, 11 de junio de 1997) es un futbolista estadounidense. Juega de centrocampista y su equipo es el Charlotte F. C. de la Major League Soccer. Es internacional absoluto por la selección de Estados Unidos desde 2021.

## Trayectoria

### Universidad
Entre 2015 y 2017, jugó por los Maryland Terrapins de la Universidad de Maryland. En su último año, fue nombrado centrocampista del año del Big Ten, así como parte del equipo de la temporada.

### Profesional
Como Williamson fue juvenil por el D. C. United, no fue elegible para el SuperDraft de la MLS. En enero de 2018, el equipo de la capital lo intercambió al Portland Timbers.
Debutó en el equipo reserva del club, el Portland Timbers 2, el 4 de abril de 2018 contra el Tulsa por la USL. Debutó en el primer equipo el 2 de junio contra Los Angeles Galaxy. Fue parte del equipo del Portland que ganó el MLS is Back Tournament en 2020.
El 15 de enero de 2025 abandonó Portland después de ser traspasado al Charlotte F. C.

## Selección nacional
Williamson  fue internacional juvenil por selección de Estados Unidos sub-20 en 20 encuentros, incluyendo cinco por la Copa Mundial de Fútbol Sub-20 de 2017. Además, disputó un encuentro por la selección de Estados Unidos sub-23 en 2019.
Debutó por la selección de Estados Unidos el 11 de julio de 2021 contra Haití por la Copa de Oro de la Concacaf 2021.

## Estadísticas

### Clubes
Actualizado al último partido disputado el 23 de mayo de 2022.
| Portland Timbers 2 Estados Unidos | 2.ª           | 2018          | 15 | 3  | - | - | - | - | - | - | 15 | 3  |
| Portland Timbers 2 Estados Unidos | 2.ª           | 2019          | 19 | 4  | - | - | - | - | - | - | 19 | 4  |
| Portland Timbers 2 Estados Unidos | Total club    | Total club    | 34 | 7  | 0 | 0 | 0 | 0 | 0 | 0 | 34 | 7  |
| Portland Timbers Estados Unidos | 1.ª           | 2018          | 0  | 0  | 1 | 0 | - | - | - | - | 1  | 0  |
| Portland Timbers Estados Unidos | 1.ª           | 2019          | 7  | 0  | 1 | 0 | - | - | - | - | 8  | 0  |
| Portland Timbers Estados Unidos | 1.ª           | 2020          | 18 | 3  | - | - | - | - | 8 | 0 | 26 | 3  |
| Portland Timbers Estados Unidos | 1.ª           | 2021          | 14 | 1  | - | - | 4 | 0 | - | - | 18 | 1  |
| Portland Timbers Estados Unidos | 1.ª           | 2022          | 9  | 0  | 0 | 0 | - | - | - | - | 9  | 0  |
| Portland Timbers Estados Unidos | Total club    | Total club    | 48 | 4  | 2 | 0 | 4 | 0 | 8 | 0 | 62 | 4  |
| Total carrera | Total carrera | Total carrera | 82 | 11 | 2 | 0 | 4 | 0 | 8 | 0 | 96 | 11 |
| (1) Incluye datos de la U. S. Open Cup. (2) Incluye datos de la Liga de Campeones de la Concacaf. (3) Incluye datos del MLS is Back y la Copa MLS. |               |               |    |    |   |   |   |   |   |   |    |    |

### Selección nacional
Actualizado al último partido disputado el 2 de agosto de 2021
| Adulta Estados Unidos                                   | 2021  | 0 | 0 | 4 | 0 | 0 | 0 | 4 | 0 |
| Adulta Estados Unidos                                   | Total | 0 | 0 | 4 | 0 | 0 | 0 | 4 | 0 |
| (1) Incluye los partidos de la Copa Oro de la Concacaf. |       |   |   |   |   |   |   |   |   |

## Palmarés

### Títulos nacionales
| Título                 | Club             | País           | Año  |
| ---------------------- | ---------------- | -------------- | ---- |
| MLS is Back Tournament | Portland Timbers | Estados Unidos | 2020 |

### Títulos itnernacionales
| Título                           | Selección                          | País           | Año  |
| -------------------------------- | ---------------------------------- | -------------- | ---- |
| Campeonato Sub-20 de la Concacaf | Selección de Estados Unidos sub-20 | Costa Rica     | 2017 |
| Copa de Oro de la Concacaf       | Selección de Estados Unidos        | Estados Unidos | 2021 |

### Distinciones individuales
| Distinción                         | Año  |
| ---------------------------------- | ---- |
| Centrocampista del año del Big Ten | 2017 |
| Equipo del año del Big Ten         | 2017 |